# Хорроркор
Хоррорко́р (англ. Horrorcore) — поджанр хип-хоп музыки, его лирическое содержание основывается на образах фильмов ужасов, а может быть ещё более пугающим, описывающим самые низменные пороки человеческой натуры, ничем не прикрытое насилие. Хотя биты хорроркора представляют собой продукт семплирования, в последнее время многие исполнители стали насыщать свои композиции тяжёлыми гитарными риффами, благодаря чему звучание треков представляет собой смесь дэт-метала и речитатива. Как отдельный поджанр хорроркора можно выделить гор-хоп (англ. gore hop) — продукт смешения гор-грайнда и хорроркора. Музыкальная составляющая представляет собой крайне тяжёлые ударные партии, смешанные с «индустриальными» синтезаторами и семплами, зачастую используются вставки криков и т. п. В качестве вокального сопровождения используется речитатив, исполняемый гуттуралом и гроулом; иногда используются различные примочки для получения «нечеловеческого» звучания. Лирика имеет «горовую» направленность: изображение гниющих половых органов, садистских убийств, сексуальных девиаций, копрофагии и т. п. Впервые это направление выделилось в творчестве австралийской группы Suicidal Rap Orgy основанной в 2001 году. Поджанр всегда находился в андеграунде вследствие музыкальных особенностей и ряда запретов в большинстве стран на распространение в сети подобного мультимедиа.

## История
Стиль уходит корнями в творчество различных коллективов начала 1990-х. Четвёртый альбом Geto Boys «We Can’t Be Stopped» (1991) был выпущен с обложкой, изображавшей попытку суицида, а также включал песню под названием «Chuckie», в основе которой лежал персонаж из фильма ужасов «Детские игры». Дебютный альбом Ganksta N-I-P, «The South Park Psycho» (1992), содержал песню под названием «Horror Movie Rap», использующую фрагмент из саундтрека к фильму 1978 года «Хэллоуин». Дебютный сингл Big L под названием «Devil’s Son» (1993) принято считать относящимся к стилю хорроркор. Группа Insane Poetry на своём дебютном альбоме «Grim Reality» (1992), а также Esham, альбом «Boomin' Words from Hell» (1989), совмещали свою лирику с пугающими образами. Знаковым альбомом хорроркор-рэпа принято считать альбом рэпера Brotha Lynch Hung «Season of da Siccness», выпущенный в 1995 году.
Kool Keith заявляет, что это он «изобрёл хорроркор». Кто бы ни ввёл этот термин, он не был широко известен вплоть до 1994 года, когда вышли альбомы Flatlinerz — «U.S.A. (Under Satan’s Authority)» и Gravediggaz — «Niggamortis» (выпущен в США под названием «6 Feet Deep»).
Хотя в целом стиль малопопулярен, отдельные исполнители, такие как Insane Clown Posse, Twiztid и Necro, имеют большой успех среди широкой аудитории. Жанр всколыхнул интернет-культуру. В Детройте проходит ежегодное «супершоу», называемое «Wickedstock». Согласно документальному фильму BBC под названием «Underground USA», вышедшему в январе 2004 года, этот жанр «набрал большое количество последователей по всему США» и «распространяется по Европе». Журнал New York Magazine привлёк внимание к хорроркору публикацией списка десяти самых устрашающих рэперов. На СНГ-пространстве наибольшую популярность в данном жанре приобрели такие русскоязычные исполнители как Skabbibal, Ардженто (также известен как) Murdek, Velial Squad, Talibal (Фади Азима), Sagath, Murda Killa, Icy Shine, Max Zombone. Близко к жанру творчество таких исполнителей, как Гарри Топор, Тони Раут, Franky Freak, 2rbina 2rista, Tilay, Pharaoh и др. В 2019 году TOM Sawyer выпустил альбом «Morton’s Fork» на котором расположились такие поджанры, как Trap,Trill Phonk, Hardcore hip-hop и Horrorcore, а исполнение было только наполовину на русском, так как гостями оказались музыканты с Швейцарии и Гавайских островов США, что вывело данный жанр на новый уровень на СНГ-пространстве.

## Gore-Hop
Данный поджанр отличается от привычного хорроркора более жесткими текстами с применением гроулинга и затрагиванием самых аморальных тем: убийства, некрофилия, копрофилия, садизм. Свифт Тревик, больше известный как MC Bushpig, один из основателей группы Butchers Harem. Первопроходец в жанре Gore-Hop, первый выпущеный под этим псевдонимом альбом — Wank of Death в 2007 году.